# لاندري جونز
لاندري جونز (بالإنجليزية: Landry Jones)‏ (و. 1989  م) هو لاعب كرة قدم أمريكية أمريكي، ولد في أرتيشيا، مركز لعبه هو ظهير ربعي.

## التعليم
تعلم في Artesia High School (New Mexico) ‏
.

## روابط خارجية
- لاندري جونز على موقع مرجع كرة القدم المحترفة.كوم (الإنجليزية)
- لاندري جونز على موقع كلية كرة القدم في سبورتس رفرنس.كوم (الإنجليزية)